# Телебашня Монтжуик
Телебашня Монтжуик (исп. Torre de telecomunicaciones de Montjuic; кат. Torre de Comunicacions de Montjuïc) — телебашня, расположенная на холме Монтжуик в районе Сантс-Монтжуик (Барселона, Каталония, Испания). Также известна под названиями Башня Калатравы и Башня Телефоника.

## Описание
Строительство телебашни было начато в 1989 году и её торжественное открытие состоялось три года спустя — к началу Олимпийских игр-1992. Её высота составляет 136 метров. Архитектором сооружения, созданного в стиле неофутуризма, выступил Сантьяго Калатрава. Башня из нержавеющей стали была построена в Олимпийском парке для нужд телерадиовещательной компании Telefónica и олицетворяет собой спортсмена, держащего олимпийский огонь. Другие толкования формы башни — хвост кита, входящего в воду, и стрела на тетиве натянутого лука. Основание башни покрыто «ломаной мозаикой» из осколков черепицы — тренкадис.
В 2006 году приз, вручённый победителю гонки Формулы-1 «Гран-при Испании», представлял собой фигурку телебашни Монтжуик.

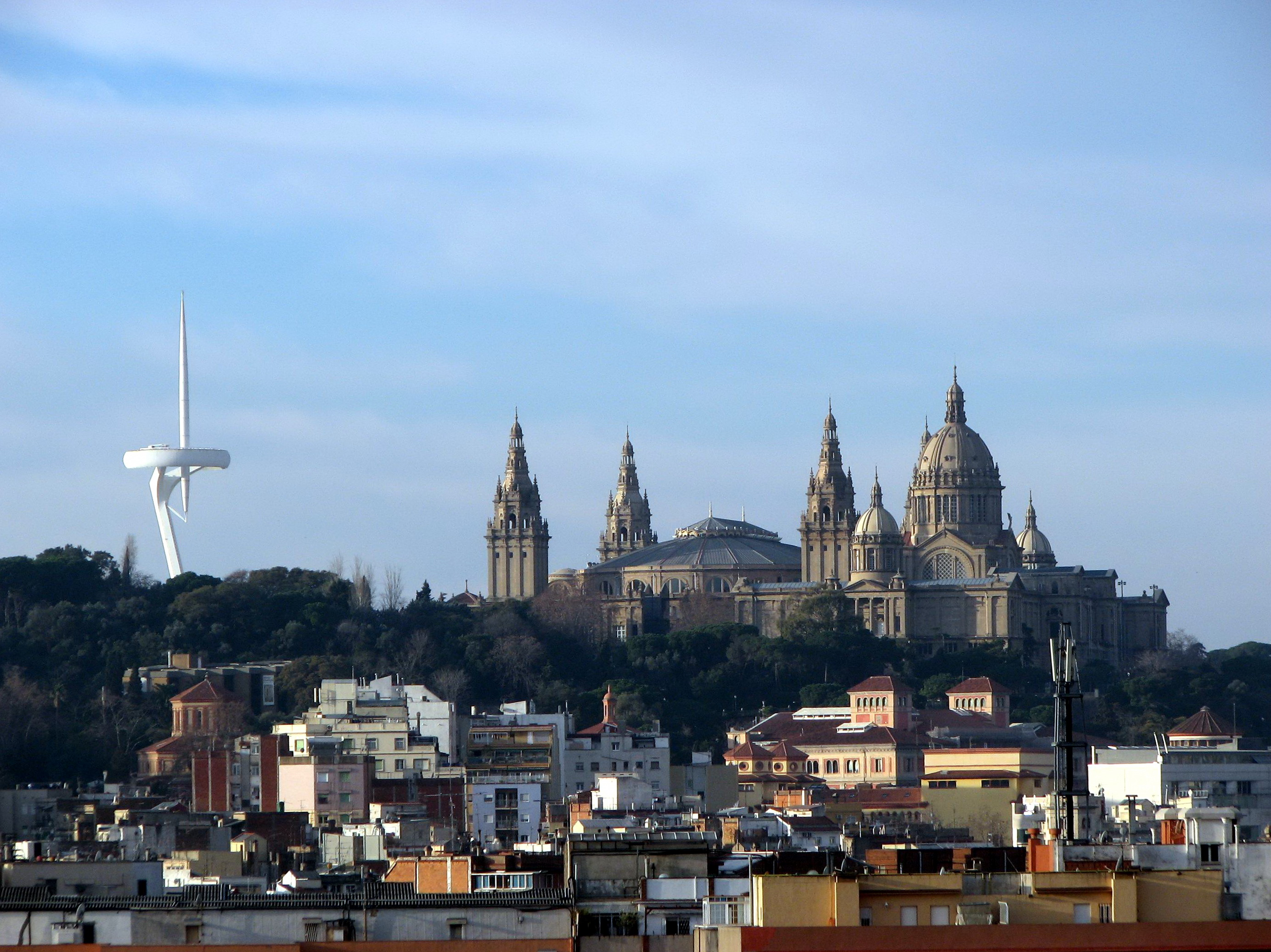
Вид на башню издали
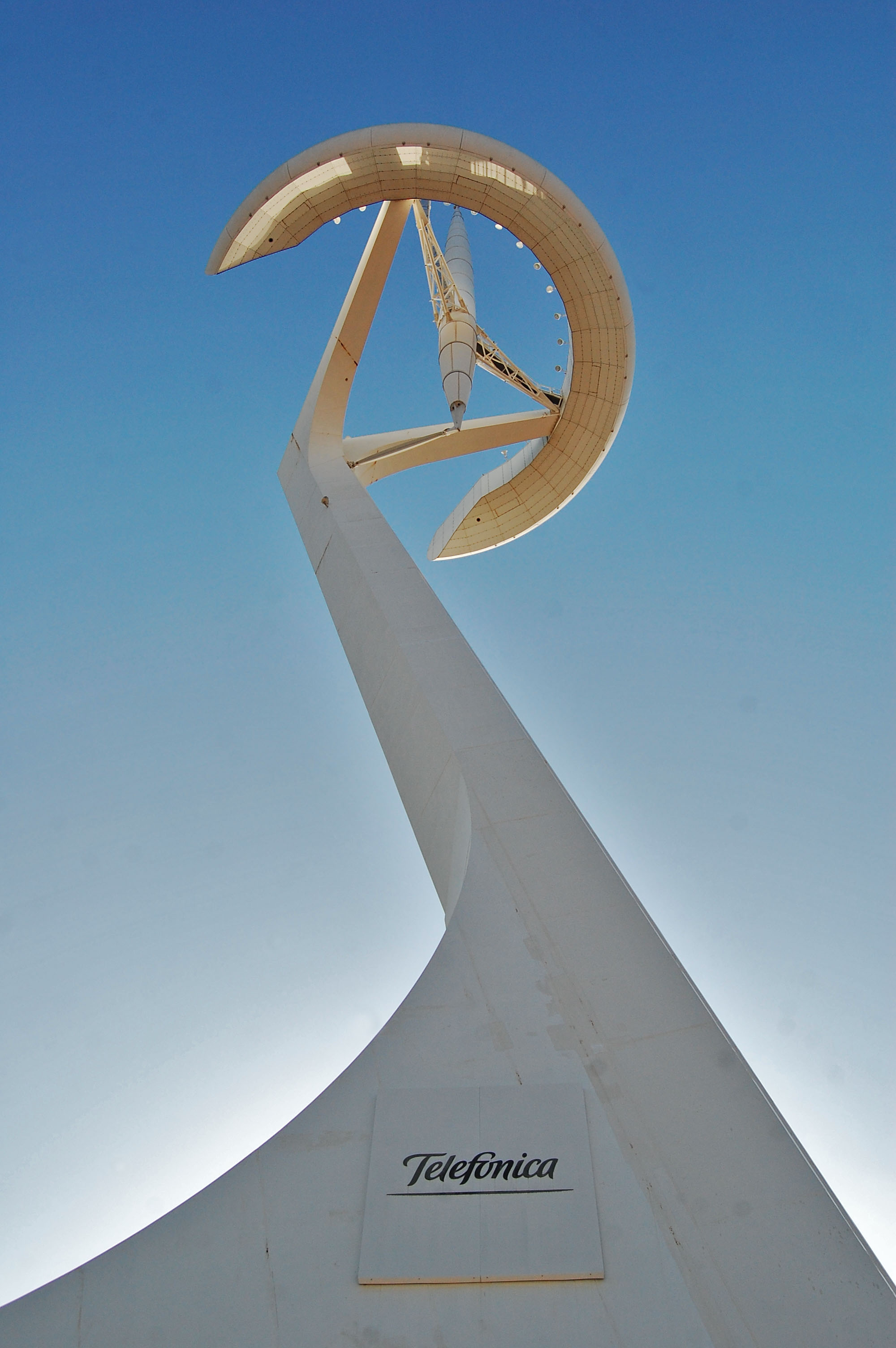
Вид на башню от её подножия
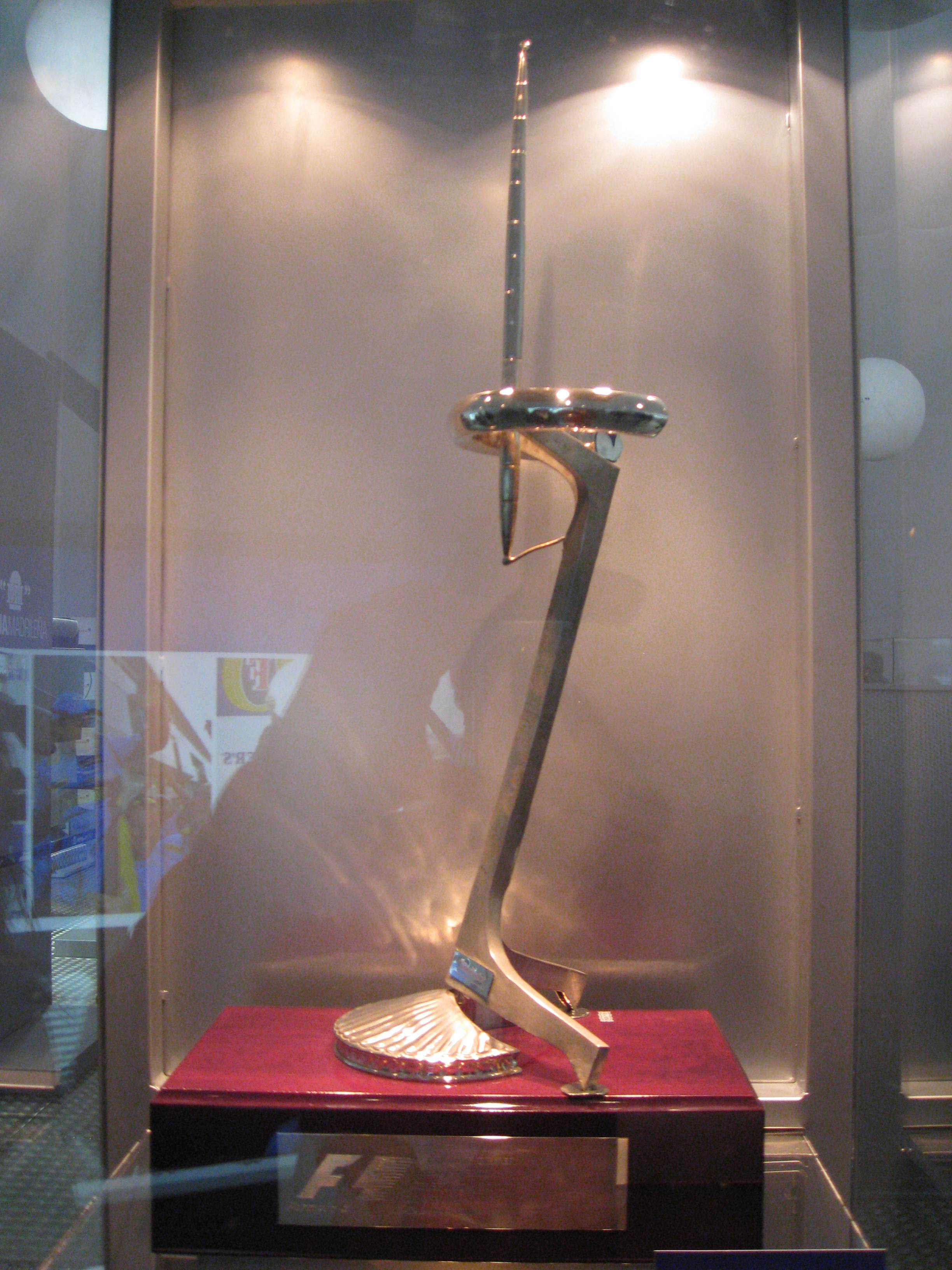
Приз, вручённый победителю гонки Формулы-1 «Гран-при Испании» в 2006 году.